# 悲しみよこんにちは
『悲しみよこんにちは』（かなしみよこんにちは、フランス語: Bonjour Tristesse ボンジュール・トリステス）は、1954年に発表されたフランスの作家フランソワーズ・サガンの小説。サガンが18歳のときに出版された処女作である。題名はポール・エリュアールの詩「直接の生命」の一節から採られている。17歳の少女セシルがコート・ダジュールの別荘で過ごす一夏を描く。22か国で翻訳され、世界的なベストセラーとなった。ル・モンド20世紀の100冊の1つに数えられる。
日本へは 1955 年に朝吹登水子の翻訳により紹介され、2008 年には河野万里子による新訳が発表された。 
1957年に映画化され、ジーン・セバーグがセシルを演じた（映画『悲しみよこんにちは』参照）。その際の短い髪型が流行し「セシルカット」と呼ばれブームになった。
また、日本では、1967年に舞台を那須高原に置き換えた、梓英子主演のテレビドラマが制作されている。

## あらすじ
18歳になるヒロインのセシルとやもめである父のレエモン、その愛人のエルザはコート・ダジュールの別荘で夏を過ごしていた。セシルは近くの別荘に滞在している大学生のシリルと恋仲になる。そんな彼らの別荘に亡き母の友人のアンヌがやってくる。アンヌは聡明で美しく、セシルもアンヌを慕う。だが、アンヌと父が再婚する気配を見せ始めると、アンヌは母親然としてセシルに勉強のことやシリルのことについて厳しく接し始める。セシルは今までの父との気楽な生活が変わってしまったり、父をアンヌに取られるのではないかという懸念に駆られ、アンヌに対して反感を抱くようになる。やがて、葛藤の末にセシルは父とアンヌの再婚を阻止する計画を思いつき、シリルと父の愛人だったエルザを巻き込んで実行に移す。アンヌは自殺とも事故とも取れる死に方をする。

## 登場人物
セシル（Cécile）
天真爛漫な17歳の少女。
レエモン（Raymond）
セシルの父。画家で放蕩な男。
エルザ（Elsa）
レエモンの愛人。物語の前半でレエモンと別れた。
アンヌ（Anne）
セシルの亡き母の友人。セシルの良き相談相手でもある。
シリル（Cyril）
レエモンの別荘の近くの家に滞在する青年。

## 改編作品
- 悲しみよこんにちは - 1958年の米国・英国合作映画。
- 悲しみよこんにちは - 1965年のフランスのテレビドラマ。
- 悲しみよこんにちは - 1995年のフランスのテレビドラマ。
- 悲しみよこんにちは - 2018年のバンド・デシネ（フレデリック・レベナ作、ルー・ドゥ・セーブル出版）。

## 小説
- 『悲しみよこんにちは』 Bonjour Tristesse （1954年）
  - 安東次男訳　ダヴィッド社 1954年
  - 朝吹登水子訳 新潮文庫、1955年
  - 河野万里子訳 新潮文庫、2009年